# Saison 3 de The Bear
 (mars 2025).
Si vous disposez d'ouvrages ou d'articles de référence ou si vous connaissez des sites web de qualité traitant du thème abordé ici, merci de compléter l'article en donnant les références utiles à sa vérifiabilité et en les liant à la section « Notes et références ».
Chronologie
Saison 2 Saison 4
Cet article présente le guide de la troisième saison de la série télévisée américaine The Bear.

## Distribution

### Acteurs principaux
- Jeremy Allen White (VF : Maxime Baudouin) : Carmen « Carmy » Berzatto
- Ebon Moss-Bachrach (VF : Anatole de Bodinat) : Richard « Richie » Jerimovich
- Ayo Edebiri (VF : Justine Berger) : Sydney Adamu
- Lionel Boyce (VF : Baptiste Marc) : Marcus
- Liza Colón-Zayas (VF : Jacky Tavernier) : Tina
- Abby Elliott (VF : Ingrid Donnadieu) : Nathalie « Sugar » Berzatto
- Matty Matheson (VF : Christophe Lemoine) : Neil Fak

### Acteurs récurrents
- Edwin Lee Gibson (VF : Günther Germain) : Ebrahim
- Oliver Platt (VF : Gérard Darier) : Jimmy « Cicero » Kalinowski
- Jon Bernthal (VF : Fabrice Lelyon) : Michael « Mikey » Berzatto
- José Cervantes (VF : Igor Chometowski) : Angel
- Corey Hendrix (VF : Jhos Lican) : Gary « Sweeps » Woods
- Richard Esteras (VF : Guillaume Bourboulon) : Manny
- Chris Witaske (en) (VF : Erwan Tostain) : Pete
- Joel McHale (VF : Julien Meunier) : le chef de cuisine du restaurant de New York Empire
- Gillian Jacobs (VF : Alexandra Garijo) : Tiffany Jerimovich
- Robert Townsend (VF : Frantz Confiac) : Emmanuel Adamu
- Molly Gordon (VF : Victoria Grosbois) : Claire
- Ricky Staffieri (VF : Xavier Fagnon) : Theodore Fak
- Alex Moffat (VF : Franck Sportis) : Josh
- Mitra Jouhari (VF : Floriane Muller) : Kelly
- Maura Kidwell (VF : Catherine Desplaces) : Carol
- Adam Shapiro : Chef Adam Shapiro
- John Mulaney : Stevie
- Daniel Boulud : Daniel Boulud

### Invités
- Will Poulter (VF : Bertrand Nadler) : Chef Luca (épisodes 1 et 10)
- Olivia Colman (VF : Dominique Lelong) : Cheffe Terry (épisode 10)
- Jamie Lee Curtis (VF : Véronique Augereau) : Donna Berzatto (épisode 8)
- John Cena (VF : Raphaël Cohen) : Sammy Fak (épisode 5)
- Brian Koppelman : Nicholas "La Machine" Marshall (épisodes 5 et 9)
- Josh Hartnett (VF : Damien Boisseau): Frank (épisode 4)

## Résumé de la saison
Après le fiasco en cuisine lors du repas d'ouverture de The Bear, Carmy décide de se ressaisir et impose un style très anxiogène avec une longue liste de points non négociables. L'organisation est reçue froidement et Sydney hésite à signer la proposition de partenariat au sein du restaurant, alors qu'elle doit déjà gérer le tempérament de Carmy pendant les services. Au fil des semaines, Cicero voit les dépenses du restaurant flamber et doit compter sur les premières critiques à venir pour assurer le succès de l'affaire. Plusieurs événements vont marquer la brigade et remettre en question leur implication : la mort de la mère de Marcus et l'annonce de la fermeture soudaine du restaurant Ever.

## Épisodes
Les dix épisodes de cette saison sont :
1. Le jour d'après
2. La suite
3. On ouvre !
4. La violette
5. Les enfants
6. Les serviettes
7. La transmission
8. Glace pilée
9. Les excuses
10. For ever

### Épisode 1:Le jour d'après
- États-Unis : 27 juin 2024 sur Hulu
- Mondial : 27 juin 2024  sur Disney+ Star (VOSTFR)

- Histoire : Christopher Storer et Matty Matheson
- Mise en scène : Christopher Storer

### Épisode 2:La suite
- États-Unis : 27 juin 2024 sur Hulu
- Mondial : 27 juin 2024  sur Disney+ Star (VOSTFR)

- Histoire : Christopher Storer et Courtney Storer
- Mise en scène : Christopher Storer

### Épisode 3:On ouvre!
- États-Unis : 27 juin 2024 sur Hulu
- Mondial : 27 juin 2024  sur Disney+ Star (VOSTFR)

- Histoire : Christopher Storer et Will Guidara
- Mise en scène : Christopher Storer

### Épisode 4:La violette
- États-Unis : 27 juin 2024 sur Hulu
- Mondial : 27 juin 2024  sur Disney+ Star (VOSTFR)

- Josh Hartnett (Frank)

### Épisode 5:Les enfants
- États-Unis : 27 juin 2024 sur Hulu
- Mondial : 27 juin 2024  sur Disney+ Star (VOSTFR)

- John Cena

### Épisode 6:Les serviettes
- États-Unis : 27 juin 2024 sur Hulu
- Mondial : 27 juin 2024  sur Disney+ Star (VOSTFR)

### Épisode 7:La transmission
- États-Unis : 27 juin 2024 sur Hulu
- Mondial : 27 juin 2024  sur Disney+ Star (VOSTFR)

### Épisode 8:Glace pilée
- États-Unis : 27 juin 2024 sur Hulu
- Mondial : 27 juin 2024  sur Disney+ Star (VOSTFR)

- Jamie Lee Curtis (Donna)

### Épisode 9:Les excuses
- États-Unis : 27 juin 2024 sur Hulu
- Mondial : 27 juin 2024  sur Disney+ Star (VOSTFR)

### Épisode 10:For ever
- États-Unis : 27 juin 2024 sur Hulu
- Mondial : 27 juin 2024  sur Disney+ Star (VOSTFR)